# Docosia morionella
Docosia morionella är en tvåvingeart som beskrevs av Josef Mik 1884. Docosia morionella ingår i släktet Docosia och familjen svampmyggor. Inga underarter finns listade i Catalogue of Life.